# Unternehmen Sumpffieber
Das Unternehmen Sumpffieber war der Deckname einer deutschen Militäroperation während der Zeit des Zweiten Weltkriegs, gerichtet gegen sowjetische Partisanen.

## Hintergründe
Einige Zeit nach Beginn des „Unternehmens Barbarossa“, des Krieges gegen die Sowjetunion, formierten sich in den deutsch besetzten Gebieten Partisanengruppen. 1942 entschlossen sich nationalsozialistische Führer dazu, gegen die Partisanen in Weißrussland und Russland vorzugehen und arbeiteten entsprechende Pläne aus. Am 7. August 1942 unterzeichnete Reichsführer SS Heinrich Himmler das Dokument.
Besonders in den besetzten Gebieten Ost- und Südosteuropas diente die „Partisanenbekämpfung“ (auch „Bandenbekämpfung“ genannt) oftmals nur als Vorwand für die Erschießung von Juden und nichtjüdischen Zivilisten (vgl. Generalplan Ost und Programm Heinrich).

## Dauer, Einsatzort und beteiligte Einheiten
Das Unternehmen Sumpffieber fand vom 21. August 1942 bis 21. September 1942 in verschiedenen Gebieten im Generalkommissariat Weißruthenien statt. Die Führung übernahm der Höhere SS- und Polizeiführer Ostland Friedrich Jeckeln. Mit der konkreten Leitung des „Unternehmens“ wurde der Befehlshaber der Sicherheitspolizei und des SD (BdS) Ostland in Riga Heinz Jost und ab dem 10. September 1942 dessen Nachfolger Humbert Achamer-Pifrader betraut.
Es waren insbesondere folgende Einheiten eingesetzt:
- Polizei-Nachrichten-Kompanie 33
- Gruppe Binz (I. Bataillon/Polizei-Regiment 23, lett. Schutzmannschafts-Bataillon, lit. Schutzmannschafts-Bataillon)
- Gruppe Barkholt (I. Bataillon/Polizei-Regiment 24, zwei lett. Schutzmannschafts-Bataillone)

ab 28. August 1942 zusätzlich:
- Gruppe Schröder (Gendarmerie-Zug (mot.) 7, 11, 12, 13, 21 und Nachrichten-Kompanie 11).[3]
- Die lettischen Einheiten waren: Schutz- bzw. Polizeibataillone Nr. 18, 24, 26, 266-E. Außerdem eine Kompanie des sogenannten Kommando Arājs.[4]

## Ergebnisse und Folgen
Durch das Unternehmen Sumpffieber wurden mehrere Ortschaften zerstört, 389 Partisanen im Kampf getötet, 1.274 „Verdächtige standrechtlich erschossen“, 8.350 Juden ermordet und 1.217 weitere Menschen deportiert. In der Zahl ermordeter Juden sind jene enthalten, die im Anschluss an das Unternehmen zwischen dem 22. September und 2. Oktober 1942 bei der Aktion gegen das Ghetto in Baranawitschy erschossen wurden, also etwa 6.000.

## Aufarbeitung
Diesem Unternehmen sind bisher nur wenige wissenschaftliche Untersuchungen gewidmet worden. Lediglich in der Wehrmachtsausstellung wurde das Unternehmen erwähnt.

## Verwandte Themen
- Zeit des Nationalsozialismus
- Geschichte von Belarus